# Vihar (időjárás)

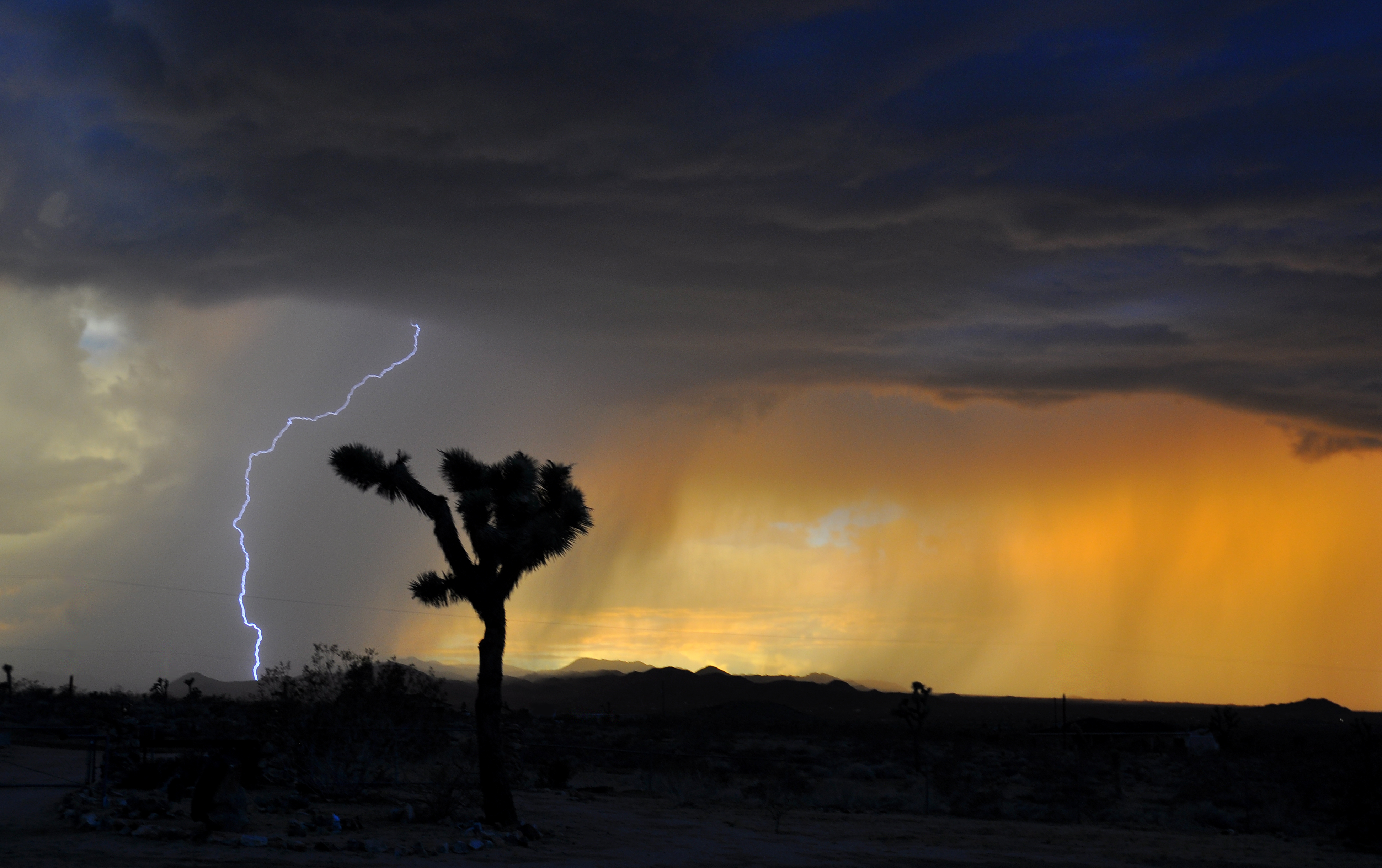
Sivatagi vihar

A vihar heves esőzéssel vagy havazással kísért erős szél, amely gyakran mennydörgéssel és villámlással is együtt jár. A vihar katasztrofális is lehet, ugyanis árvizet, illetve heves esőzést vagy havazást hoz, amelyek eláraszthatják az utcákat, házakat. Emiatt az időjárási körülményeket érdemes tudni.
A vihar a szélhez köthető jelenség. Akkor beszélünk viharról, amikor a szél sebessége meghaladja a 66 km/órás sebességet.

## Etimológia
A vihar szó angol megfelelője, a storm az ónémet "sturmaz" szóból származik, ebből a szóból származik a német Sturm és a holland storm szó is. A magyar vihar szó pedig a szláv vihar/viher (jelentése: forgószél) szavakból ered, illetve a szanszkrit viharati ("szétvisz") szóból.

## Földön kívüli viharok
A Mars viharai méretben eltérnek, de gyakran befedhetik az egész bolygót. Akkor keletkezhetnek, amikor a Mars a legközelebb van a Naphoz, és megnövekszik a bolygó hőmérséklete.
A Marson található legnagyobb vihar 1971. november 14-én volt, amikor a Mariner 9 nevű űrhajó sikeresen landolt a Marson. A tudósok egy óriási portömeget figyeltek meg a bolygó atmoszférájában, amely befedte az egész bolygót.
A HD 209458 b és a HD 80606 b nevű Napon túli bolygókon is keletkeztek viharok. Előzőnél 2010. június 23-án fedezték fel a vihart, 6200 km/órás sebességet mértek nála, míg utóbbinál 17.700 km/órás szeleket produkált a vihar.